# Chloromyxum ovatum
Chloromyxum ovatum is een microscopische parasiet uit de familie Chloromyxidae. Chloromyxum ovatum werd in 1929 beschreven door Jameson. 